# Czarnouch
Czarnouch (Chaetoptila angustipluma) – gatunek wymarłego hawajskiego ptaka z rodziny reliktowców (Mohoidae), który wyginął około 1859 roku. Liczebność czarnoucha malała jeszcze przed odkryciem Wysp Hawajskich przez Europejczyków. Prawdopodobnie nawet rdzenni Hawajczycy nie znali dobrze tego gatunku ptaka. Pióra czarnoucha nie były wykorzystywane do produkcji wyrobów, jak również nie wspominały o nim pieśni i legendy.
Jedynie cztery wypchane okazy tego gatunku, odłowione pomiędzy 1840 a 1859 rokiem, znajdują się obecnie w zbiorach muzealnych. Wszystkie pochodzą z wyspy Hawaiʻi, ale szczątki subfosylne odnaleziono też na innych Wyspach Hawajskich – Oʻahu i Maui.
Dokładna przyczyna wymarcia czarnoucha jest nieznana, jednak do głównych zagrożeń tego ptaka należały: wylesianie jego naturalnych siedlisk, introdukowane drapieżniki oraz polowania.

## Morfologia
Chaetoptila angustipluma był dużym ptakiem, o długości ciała około 33 cm. Miał lekko zakrzywiony dziób, którego używał do pobierania nektaru z kwiatów roślin. Od innych gatunków z rodziny Mohoidae czarnoucha odróżniały czarne paski na przodzie głowy. Pióra podobne do włosów lub sierści znajdowały się na głowie i piersi.

## Systematyka
Czarnouch jest jedynym przedstawicielem rodzaju Chaetoptila, który do niedawna klasyfikowany był przeważnie w rodzinie miodojadów (Meliphagidae). Badania przeprowadzone w 2008 roku, mające na celu analizę filogenetyczną DNA muzealnych okazów wykazały, że rodzaje Moho i Chaetoptila nie należą do rodziny Meliphagidae, lecz są bliżej spokrewnione z jemiułoszkami i palmowcem. Pokrewieństwo genetyczne wskazuje, że najbardziej  podobne są do jedwabniczków. Hawajskie miodojady (Mohoidae) nie ewoluowały od podobnie wyglądających australijskich miodojadów, lecz stanowią przykład konwergencji. Autorzy zaproponowali, aby na podstawie uzyskanych wyników badań dla tych dwóch wymarłych rodzajów ptaków utworzyć rodzinę Mohoidae.